# Volta a Andalusia
La Volta a Andalusia (en castellà Vuelta a Andalucía) també coneguda com a Ruta del Sol, és una competició ciclista per etapes que es disputa a Andalusia durant el mes de febrer, sent una de les primeres del calendari ciclista.
Es disputà per primera vegada el 1925, però no serà fins al 1955 quan la cursa tingui una continuïtat fins a l'actualitat. Entre el 2005 i el 2019 va formar part de l'UCI Europe Tour, en la categoria 2.1. El 2020 passà a formar part del calendari UCI ProSeries dins la categoria 2.Pro.
El primer vencedor de la cursa fou l'espanyol Ricardo Montero. Alejandro Valverde, amb cinc victòries, és el ciclista amb més triomfs.
L'edició del 2024 es va veure seriosament afectada per una sèrie de manifestacions pageses que van obligar a suspendre quatre de les cinc etapes, quedant la cursa reduïda a tan sols 5 km d'una contrarellotge individual.

## Llista de guanyadors
| Any                    | Vencedor                        | Segon                         | Tercer                           |
| ---------------------- | ------------------------------- | ----------------------------- | -------------------------------- |
| Andaluziako Itzulia    |                                 |                               |                                  |
| 1925                   | Ricardo Montero Hernández       | Victorino Otero               | Telmo García                     |
| 1926-1954 No disputada |                                 |                               |                                  |
| 1955                   | José Gómez del Moral            | Salvador Botella Rodrigo      | Francesc Alomar Florit           |
| 1956                   | Miquel Bover Pons               | José Gómez del Moral          | Antón Barrutia Iturriagoitia     |
| 1957                   | Hortensio Vidaurreta García     | Gabriel Mas Arbona            | Jesús Galdeano Portillo          |
| 1958                   | Gabriel Company Bauzà           | Gabriel Mas Arbona            | José Gómez del Moral             |
| 1959                   | Miquel Pacheco Font             | Joaquín Barceló Santonja      | Antonio Jiménez Pareja           |
| 1960                   | Gabriel Mas Arbona              | José Gómez del Moral          | Juan Manuel Santiago Montilla    |
| 1961                   | Angelino Soler i Romaguera      | José Gómez del Moral          | Gabriel Mas Arbona               |
| 1962                   | José Antonio Momeñe Campo       | Antón Barrutia Iturriagoitia  | Gabriel Mas Arbona               |
| 1963                   | Antón Barrutia Iturriagoitia    | Antonio Carreras              | Alcino Rodrigo                   |
| 1964                   | Rudi Altig                      | Michel Stolker                | Bas Maliepaard                   |
| 1965                   | Josep Segú i Soriano            | Jesús Isasi                   | Antonio Tous                     |
| 1966                   | Jesús Aranzábal Ojanguren       | Dieter Puschel                | José María Errandonea Urtizberea |
| 1967                   | Ramón Mendiburu Ibarburu        | Gabino Ereñozaga Lejarreta    | José Antonio Momeñe Campo        |
| 1968                   | Antoon Houbrechts               | Francisco José Juan Granell   | Jesús Luis Ocaña Pernía          |
| 1969                   | Antonio Gómez del Moral         | Jordi Mariné i Tarés          | José Manuel Lasa Urquía          |
| 1970                   | José Gómez Lucas                | José Antonio González Linares | Harm Ottenbros                   |
| 1971                   | Jean-Pierre Monseré             | Jos van der Vleuten           | Roger De Vlaeminck               |
| 1972                   | Jan Krekels                     | Gerard Vianen                 | José Antonio González Linares    |
| 1973                   | Georges Pintens                 | José Antonio González Linares | Rik Van Linden                   |
| 1974                   | Freddy Maertens                 | Jose Luis Viejo               | José Antonio González Linares    |
| 1975                   | Freddy Maertens                 | Jesús Luis Ocaña Pernía       | Dietrich Thurau                  |
| 1976                   | Gerrie Knetemann                | Hennie Kuiper                 | Gerben Karstens                  |
| 1977                   | Dietrich Thurau                 | Hennie Kuiper                 | Domingo Perurena Telletxea       |
| 1978 No disputada      |                                 |                               |                                  |
| 1979                   | Dietrich Thurau                 | Daniel Willems                | Vicent Belda i Vicedo            |
| 1980                   | Daniel Willems                  | Bernt Johansson               | Eulalio García Pereda            |
| 1981                   | Jos Schipper                    | Ronald De Witte               | Martin Havik                     |
| 1982                   | Marc Sergeant                   | Ángel Arroyo Lanchas          | Alberto Fernández Blanco         |
| 1983                   | Eduardo Chozas Olmo             | Antoni Coll i Pontanilla      | Jo Maas                          |
| 1984                   | Julián Gorospe Artabe           | Jaume Vilamajó Ipiens         | Jesús Blanco Villar              |
| 1985                   | Rolf Gölz                       | Miguel Indurain Larraya       | Jesús Blanco Villar              |
| 1986                   | Steven Rooks                    | Peter Hilse                   | Iñaki Gastón Crespo              |
| 1987                   | Rolf Gölz                       | Jesús Blanco Villar           | Julián Gorospe Artabe            |
| 1988                   | Edwig Van Hooydonck             | Jesús Blanco Villar           | Maarten Ducrot                   |
| 1989                   | Fabio Bordonali                 | Luc Roosen                    | Peter Hilse                      |
| 1990                   | Eduardo Chozas Olmo             | Miguel Ángel Martínez Torres  | Pascal Lance                     |
| 1991                   | Roberto Lezaun Zubiria          | Jesper Skibby                 | Adri van der Poel                |
| 1992                   | Miguel Ángel Martínez Torres    | Jesús Montoya Alarcón         | Herminio Díaz Zabala             |
| 1993                   | Julián Gorospe Artabe           | Edwig Van Hooydonck           | Neil Stephens                    |
| 1994                   | Stefano Della Santa             | Luc Roosen                    | Francisco Cabello Luque          |
| 1995                   | Stefano Della Santa             | Francisco Cabello Luque       | Mariano Rojas Gil                |
| 1996                   | Neil Stephens                   | Oleksandr Gontxenkov          | Peter Farazijn                   |
| 1997                   | Erik Zabel                      | Johan Museeuw                 | David Etxebarria Alkorta         |
| 1998                   | Marcelino García Alonso         | Laurent Jalabert              | David Etxebarria Alkorta         |
| 1999                   | Javier Pascual Rodríguez        | Santiago Botero Echeverry     | Santiago Blanco Gil              |
| 2000                   | Miguel Ángel Peña Cáceres       | Francisco Cabello Luque       | Aitor Garmendia Arbilla          |
| 2001                   | Erik Dekker                     | Marc Wauters                  | Aleksandr Xefer                  |
| 2002                   | Antoni Colom Mas                | Axel Merckx                   | Javier Pascual Rodríguez         |
| 2003                   | Javier Pascual Llorente         | Davide Rebellin               | Alejandro Valverde Belmonte      |
| 2004                   | Juan Carlos Domínguez Domínguez | Carlos García Quesada         | Samuel Sánchez González          |
| 2005                   | Francisco Cabello Luque         | Daniel Moreno Fernández       | José Luis Martínez Jiménez       |
| 2006                   | Carlos García Quesada           | Rodrigo García Rena           | Adolfo García Quesada            |
| 2007                   | Óscar Freire Gómez              | Dario David Cioni             | Tadej Valjavec                   |
| 2008                   | Pablo Lastras García            | Clément Lhotellerie           | Cadel Evans                      |
| 2009                   | Joost Posthuma                  | Xavier Tondo i Volpini        | Davide Rebellin                  |
| 2010                   | Michael Rogers                  | Jurgen Van den Broeck         | Sergio Pardilla Bellón           |
| 2011                   | Markel Irizar Aranburu          | Jurgen Van den Broeck         | Levi Leipheimer                  |
| 2012                   | Alejandro Valverde Belmonte     | Rein Taaramäe                 | Jérôme Coppel                    |
| 2013                   | Alejandro Valverde Belmonte     | Jurgen Van den Broeck         | Bauke Mollema                    |
| 2014                   | Alejandro Valverde Belmonte     | Richie Porte                  | Luis León Sánchez Gil            |
| 2015                   | Christopher Froome              | Alberto Contador Velasco      | Beñat Intxausti Elorriaga        |
| 2016                   | Alejandro Valverde Belmonte     | Tejay van Garderen            | Bauke Mollema                    |
| 2017                   | Alejandro Valverde Belmonte     | Alberto Contador Velasco      | Thibaut Pinot                    |
| 2018                   | Tim Wellens                     | Wout Poels                    | Marc Soler i Giménez             |
| 2019                   | Jakob Fuglsang                  | Ion Izagirre Insausti         | Steven Kruijswijk                |
| 2020                   | Jakob Fuglsang                  | Jack Haig                     | Mikel Landa Meana                |
| 2021                   | Miguel Ángel López Moreno       | Antwan Tolhoek                | Julen Amézqueta Moreno           |
| 2022                   | Wout Poels                      | Cristián Rodríguez Martín     | Miguel Ángel López Moreno        |
| 2023                   | Tadej Pogačar                   | Mikel Landa Meana             | Santiago Buitrago Sánchez        |
| 2024                   | no atribuït                     |                               |                                  |
| 2025                   | Pàvel Sivakov                   | Clément Berthet               | Thomas Pidcock                   |